# 乐山单极虫
乐山单极虫（学名：Thelohanellus leshanensis）为单极科单极虫属的动物。在中国，分布于四川等，营寄生生活，寄生在鲤的体表和尾鳍。
其种加词“leshanensis”意为“四川乐山的”。